# Дубина (Черневецкий район)
Дубина (укр. Дубина) — село на Украине, находится в Черневецком районе Винницкой области.
Код КОАТУУ — 0524989005. Население по переписи 2001 года составляет 162 человека. Почтовый индекс — 24112. Телефонный код — 4357.
Занимает площадь 0,72 км².

## Адрес местного совета
24113, Винницкая область, Черневецкий р-н, с. Шендеровка, ул. Молодёжная, 55